# Schneiderburg (Mittelfranken)

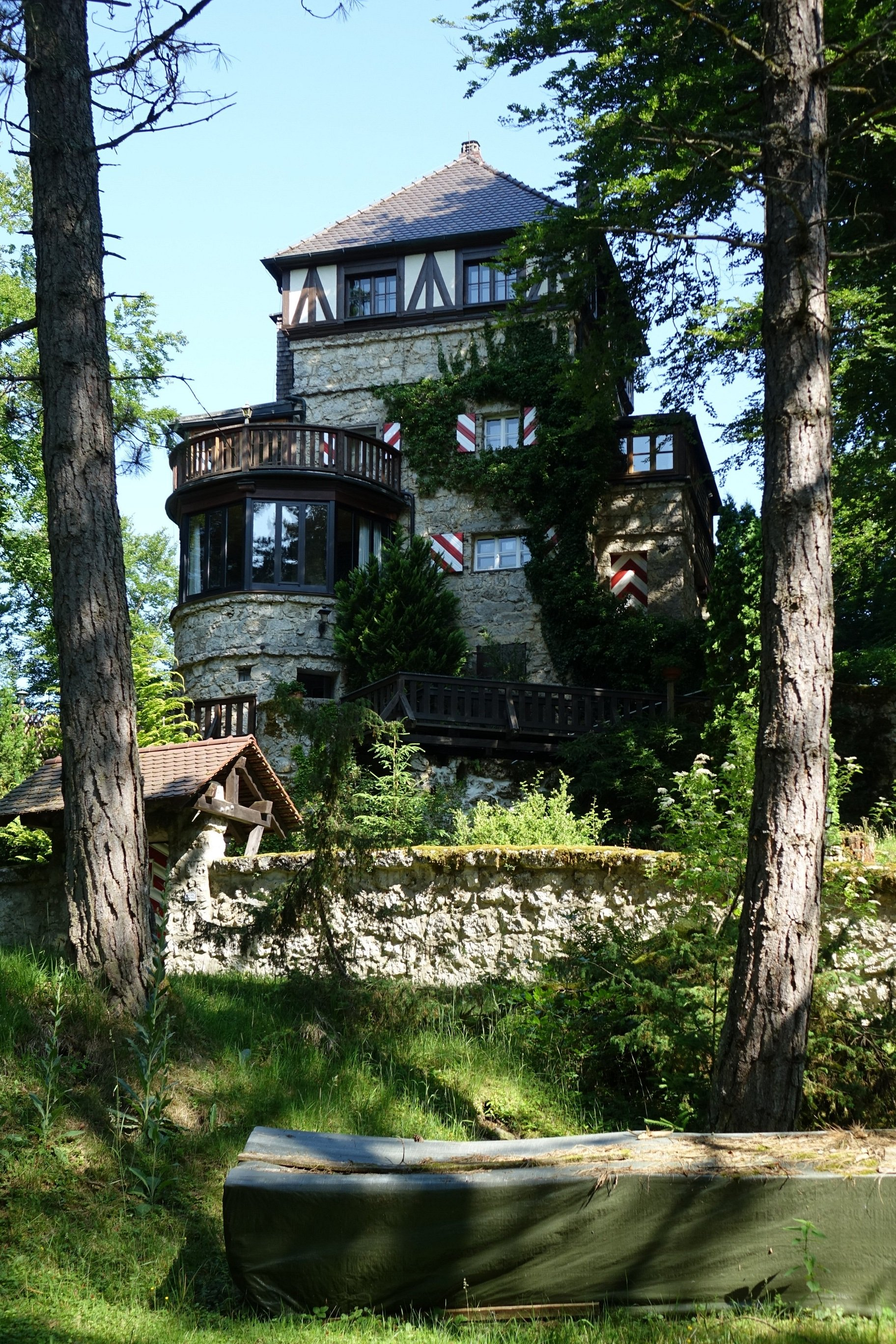
Das Hauptgebäude der sogenannten Schneiderburg

Die Schneiderburg ist eine kleine burgähnliche Anlage in Mittelburg in der Gemeinde Pommelsbrunn im Landkreis Nürnberger Land.

## Geschichte
Die „Schneiderburg“ (mit Turm) im Wald ca. 300 Meter südwestlich des Ortes Mittelburg ist eine kleine burgähnliche Anlage, die erst 1923 von einem Nürnberger Industriellen im Heimatschutzstil erbaut wurde. Der vermeintliche Ministerialensitz in Mittelburg, den der Heimatschriftsteller August Sieghardt (1887–1961) postuliert hatte, hat nichts mit dem neuzeitlichen Bau zu tun.

## Baubeschreibung
Das Baudenkmal ist in der Liste der Baudenkmäler in Pommelsbrunn unter Aktennummer D-5-74-147-102 folgendermaßen beschrieben:
Sogenannte Schneiderburg: Malerische Gesamtanlage mit viergeschossigem Turmbau, Kalksteinbauweise mit Fachwerkaufbau, um 1923
Zeitgleiches zweigeschossiges Nebengebäude und Umfassungsmauer, Kalksteinmauerwerk